# Prąd wiatrowy
Prąd wiatrowy (inaczej prąd dryfowy, prąd dryftowy) – powierzchniowy prąd morski, powstały poprzez długotrwałe działanie wiatru. Wywołany jest on pracą sił tarcia, występujących pomiędzy powietrzem a powierzchnią morza (w szczególności napieraniem wiatru na dowietrzne zbocza fal). Jest to zatem wymiana pędu w formie przepływu wody. Skutkiem jego powstawania jest zjawisko upwellingu.
W początkowym stadium rozwoju prądy wiatrowe płyną bardzo powoli. Dopiero w miarę upływu czasu, im więcej energii jest dostarczane do całego procesu, tym bardziej zwiększa się prędkość prądu. Energia przekazywana jest pomiędzy warstwami wody, ułożonymi poziomo, przy czym do kolejnych warstw przekazywane jest coraz mniej energii, co powoduje całkowite zanikanie prądu na dużych głębokościach. Na powierzchnię wód działa siła Coriolisa, odchylająca prąd o 45° w prawo na półkuli północnej i o 45° w lewo na półkuli południowej w stosunku do kierunku wiatru, powodującego powstawanie prądu. Kolejne warstwy wody odchylają się od warstw wyższych także o 45° w prawo lub w lewo, co w rezultacie tworzy spiralę, nazywaną spiralą Ekmana.
Prędkość prądu wiatrowego obliczyć możemy ze wzoru:
{\displaystyle Vp={\frac {0{,}0127\cdot Vw}{(\sin fi)^{0{,}5}}},}
przy czym {\displaystyle Vw} to prędkość wiatru, a {\displaystyle fi} to szerokość geograficzna danego miejsca.
Średnie prędkości prądów wiatrowych wynoszą od 0,2 do 0,8 węzła.
Warto pamiętać, że prąd wiatrowy wywołany jest działalnością wiatrów stałych (pasatów), sezonowych (monsunów) lub wiatrów przeważających w danej strefie (jak np. wiatrów zachodnich w strefie umiarkowanej). Prąd, wytwarzany przez wiatr, wiejący okresowo w danej strefie nazywany jest dla rozróżnienia prądem dryftowym.